# ميروسلاف كارهان
ميروسلاف كارهان (مواليد 21 يونيو 1976 في هلوهوغيتس - تشيكوسلوفاكيا) لاعب كرة قدم سلوفاكي يلعب حاليا لصالح نادي الدرجة الأولى ماينز الألماني منذ 2007 في مركز الوسط المدافع .

## روابط خارجية
- ميروسلاف كارهان على موقع الاتحاد الدولي (مؤرشف)  (الإنجليزية)
- ميروسلاف كارهان على موقع الاتحاد الأوربي (الإنجليزية)
- ميروسلاف كارهان على موقع اتحاد تركيا (لاعب) (الإنجليزية)
- ميروسلاف كارهان على موقع قاعدة بيانات كرة القدم.إي يو (الإنجليزية)
- ميروسلاف كارهان على موقع بيانات كرة القدم. دي إي (الألمانية)
- ميروسلاف كارهان على موقع ناشيونال فوتبول تيمز (الإنجليزية)
- ميروسلاف كارهان على موقع عالم كرة القدم.نت (الإنجليزية)
- ميروسلاف كارهان على موقع كووورة